# 128 Main Street (Barrhead)

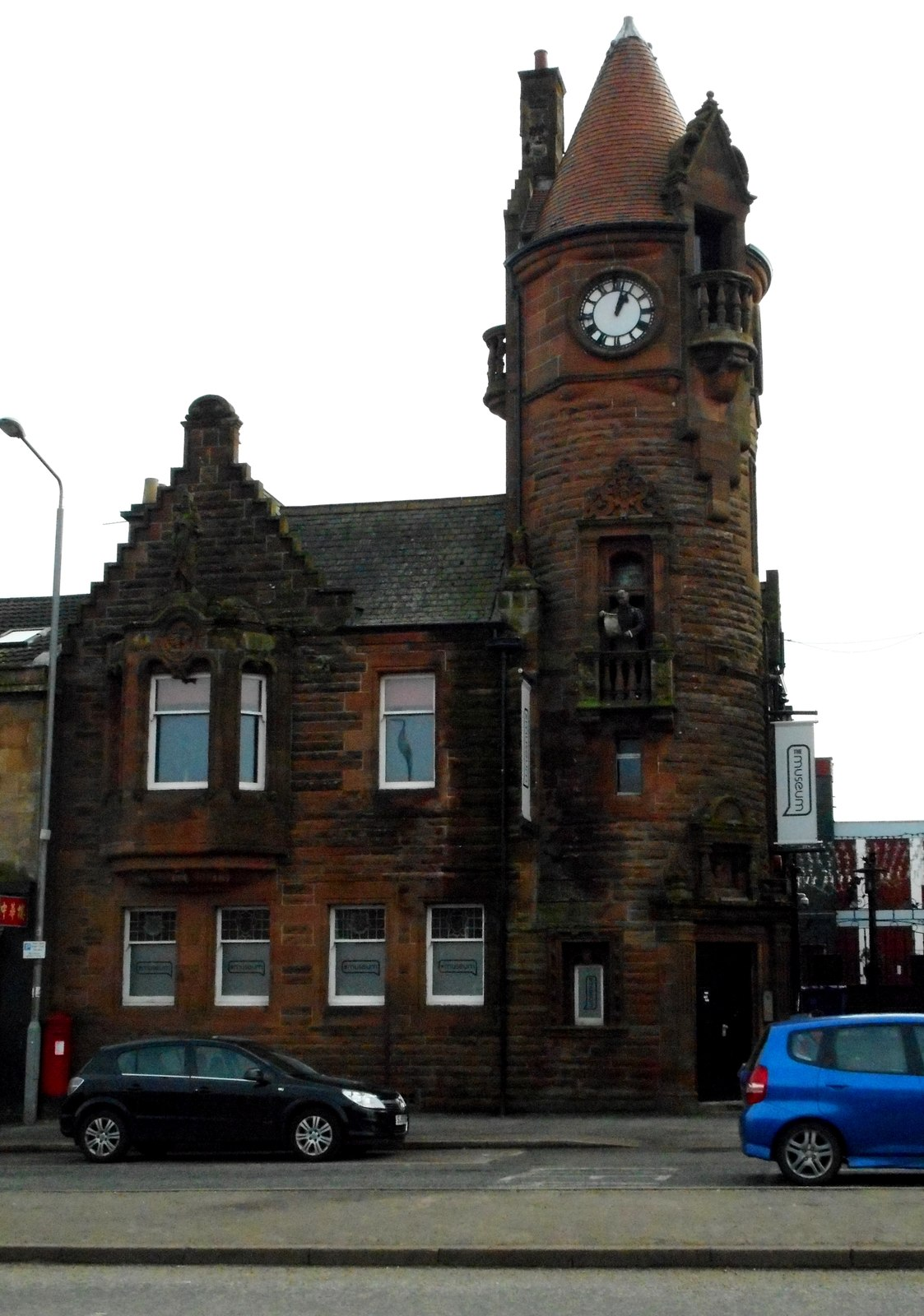
128 Main Street

Unter der Adresse 128 Main Street in der schottischen Stadt Barrhead befindet sich das städtische Justizgebäude.

## Geschichte
Das Gebäude wurde zusammen mit dem westlich gelegenen Haus 124 Main Street von den Architekten Ninian McWhannell und John Rogerson geplant, die unter anderem auch für den Freimaurertempel in Barrhead verantwortlich zeichnen. Die Notwendigkeit des Baus ergab sich daraus, dass Barrhead 1894 die Rechte eines Police Burghs erhalten hatte, woraus ein Bedarf an Verwaltungsgebäuden erwuchs. 128 Main Street wurde im Jahre 1904 fertiggestellt, und damit zwei Jahre später als das Nachbargebäude. Es diente als Justizgebäude von Barrhead. 1980 wurde das Gebäude in die schottischen Denkmallisten in der Kategorie C aufgenommen. Zusammen mit 124 Main Street bildet es außerdem ein Denkmalensemble der Kategorie B.

## Beschreibung
Das Gebäude ist direkt an der Hauptstraße der Stadt gelegen, auf der heute die A736 von Glasgow nach Irvine führt. Der rote Sandsteinbau weist Merkmale der Neorenaissance-Architektur auf und gehört zu den markantesten Gebäuden entlang der Straße. An das westliche Nachbargebäude grenzt er direkt an, während ihn ein Durchgang zu 124 Main Street abgrenzt, der mittels eines zweiflügligen, schmiedeeisernen Tores mit Distel- und Löwenmotiven verschlossen werden kann. Das Gebäude ist zweistöckig gebaut und schließt mit zwei Satteldächern mit Staffelgiebeln ab. Sie sind mit grauem Schiefer gedeckt. An der Nordwestkante überragt ein runder, dreistöckiger Eckturm das restliche Gebäude, der mit einem Kegeldach abschließt. In diesem befindet sich der Eingangsbereich, der beidseitig mit Blendpfeilern verziert ist, während die Fensteröffnungen durch Faschen aus poliertem Sandstein abgesetzt sind. Zur Vorderseite geht ein Balkon mit verziertem Portal ab, den eine Skulptur einnimmt, die in einer Papierrolle liest. Darüber und an der westlichen Seite sind Turmuhren installiert. Rückwärtig ist ein weiterer Balkon zu finden.